# Macrorrhyncha collarti
Macrorrhyncha collarti is een muggensoort uit de familie van de Keroplatidae. De wetenschappelijke naam van de soort is voor het eerst geldig gepubliceerd in 1955 door Tollet.